# Shabbona
Shabbona és una població dels Estats Units a l'estat d'Illinois. Segons el cens del 2000 tenia 929 habitants.

## Demografia
Segons el cens del 2000, Shabbona tenia 929 habitants, 329 habitatges, i 224 famílies. La densitat de població era de 484,7 habitants/km².
Dels 329 habitatges en un 41% hi vivien nens de menys de 18 anys, en un 55,9% hi vivien parelles casades, en un 8,2% dones solteres, i en un 31,9% no eren unitats familiars. En el 28,6% dels habitatges hi vivien persones soles el 17,6% de les quals corresponia a persones de 65 anys o més que vivien soles. El nombre mitjà de persones vivint en cada habitatge era de 2,62 i el nombre mitjà de persones que vivien en cada família era de 3,28.
Per edats la població es repartia de la següent manera: un 28,6% tenia menys de 18 anys, un 7,1% entre 18 i 24, un 25,5% entre 25 i 44, un 18,8% de 45 a 60 i un 19,9% 65 anys o més.
L'edat mediana era de 38 anys. Per cada 100 dones de 18 o més anys hi havia 75,4 homes.
La renda mediana per habitatge era de 45.526 $ i la renda mediana per família de 50.625 $. Els homes tenien una renda mediana de 40.556 $ mentre que les dones 25.398 $. La renda per capita de la població era de 20.239 $. Aproximadament el 6% de les famílies i el 5,3% de la població estaven per davall del llindar de pobresa.

## Poblacions més properes
El següent diagrama mostra les poblacions més properes.